# Экология Донецка
Донецк, будучи «столицей» шахтёрского края Украины, совместно с прилегающими к нему городами и поселками городского типа (Авдеевка, Макеевка, Ясиноватая и др.) образует Донецкую индустриальную агломерацию.
В самом Донецке эксплуатируется 22 угольные шахты, терриконы (искусственные насыпи пустых пород) которых располагаются в непосредственной близости от жилых кварталов. В центральной части города находится крупный металлургический завод. Имеются предприятия химической (производство пластмасс, химреактивов, переработка кожи) и коксохимической промышленности. Выбросы предприятий города, сконцентрированных на сравнительно небольшом пространстве, совместно с предприятиями Донецкой агломерации формируют достаточно устойчивый смог, который практически круглогодично темно-фиолетовой дымкой висит над всем мегаполисом.

## Воздух
Высокая загрязнённость воздуха в Донецке частично компенсируется обилием зелёных насаждений и цветников. Под зелёными насаждениями занято более половины общей площади города. Улучшению микроклимата способствуют и 30 прудов и водохранилищ общей площадью свыше 600 га, созданных в пределах городской черты и в окрестностях города.

## Вода
Очень острой проблемой для Донецка является водообеспечение.
Расположение города на водоразделе бассейнов р. Северский Донец и Азовского моря географически предопределяет маловодность этой территории. Добыча угля, которая ведётся в этом регионе почти два столетия, привела к полному его обезвоживанию. Обезвоживание территории является неизбежным следствием масштабного развития горнодобывающей промышленности. При прокладке шахт и устройстве карьеров для добычи полезных ископаемых происходит пересечение подземных водоносных горизонтов. Поток подземных вод устремляется в образовавшуюся полость. Нарушенный горной выработкой подземный водоносный горизонт постепенно истощается. Вслед за этим происходит истощение поверхностного водотока, гидравлически связанного с нарушенным водоносным горизонтом.
Происходит таким образом обезвоживание всей территории. Чтобы предотвратить затопление пространства, необходимого для извлечения полезного ископаемого, устраивается шахтный или карьерный водоотлив, который действует круглосуточно. Шахтные (карьерные) воды, загрязненные примесями горной породы и обычно высокоминерализованные, откачиваются на поверхность. Сброс этих вод в поверхностные водотоки приводит к их сильному загрязнению. Поэтому шахтные воды аккумулируются в водоемах, специально организованных на многочисленных балках. Здесь происходит их отстой и осветление. Осветленные и разбавленные атмосферными осадками, эти воды становятся со временем пригодными для использования в рекреационных целях, для рыборазведения и ограниченно для целей орошения. Из-за высокой минерализации и часто значительного содержания ионов тяжелых металлов шахтные воды непригодны для питьевого и технического водоснабжения. Они могут использоваться только для пополнения оборотных циклов водоснабжения обогатительных фабрик.
С ростом добычи угля, интенсивным развитием предприятий металлургического, химического и машиностроительного комплексов проблема водообеспечения в Донбассе обостряется все сильнее. В то же время на многих предприятиях Донецкой агломерации вода используется крайне нерационально. В реки сбрасывается большое количество неочищенных и недостаточно очищенных сточных вод, которые могли бы многократно использоваться в системах оборотного водоснабжения. Большинство предприятий Донецка, построенных в довоенный и послевоенный период, работают по устаревшим технологиям, требуют технического переоснащения в направлении экологизации технологических процессов с целью более полной переработки сырья, внедрения оборотных и замкнутых систем водоснабжения, уменьшения выбросов в атмосферу и т. д.

## Отходы
Для Донецка актуальна проблема переработки твёрдых производственных отходов, которых за двухсотлетнюю историю промышленного развития города накопилось сотни миллионов тонн.
В Донецке в результате нарушения гидрогеологического режима при угледобыче, оседании на поверхности на подработанных участках под воздействием дополнительной статической нагрузки от твёрдых производственных отходов произошло подтопление и частичное заболачивание примерно третьей части городской территории. Кроме того, на отдельных участках наблюдаются провалы земной поверхности. Такие проблемы характерны для городов и поселков всего Донбасса.